# Вољавица
Вољавица је насељено мјесто у општини Братунац, Република Српска, БиХ. Према прелиминарним подацима пописа становништва 2013. године, у насељу је живјело 275 становника.

## Становништво
Према попису становништва из 1991. године, мјесто је имало 1.379 становника. Већина становника су Бошњаци.
| Демографија | Демографија | Демографија |
| Година      | Становника  | Становника  |
| ----------- | ----------- | ----------- |
| 1971.       | 955         |             |
| 1981.       | 1.168       |             |
| 1991.       | 1.379       |             |
| 2013.       | 275         |             |